# ایکاش (آلبوم اسکی-لو)
| بررسی انتقادی | بررسی انتقادی |
| منبع          | رتبه‌بندی      |
| ------------- | ------------- |
| آل میوزیک     | [ ۱ ]         |
| کش باکس       | (برجسته)      |

ای کاش اولین جٌنگ استودیویی رپر آمریکایی اسکی-لو است که در ۲۷ ژوئن ۱۹۹۵ توسط سانشاین و اسکاتی برادرز رکوردز منتشر شد. ایکاش در استودیو سانشاین واقع هالیوود، کالیفرنیا ضبط و تولید شد. تولید آن توسط  والتر کاندور کان و اسکی-لو انجام شد و تاد ترسی مهندسی و صدابرداری آن را انجام داد. این جنگ به رتبه ۵۳ در بیلبورد ۲۰۰ و رتبه ۳۷ در نمودار آلبوم های برتر آر اند بی/هیپ هاپ رسید و در نهایت توسط انجمن صنعت ضبط آمریکا در ۱۶ نوامبر ۱۹۹۵ با فروش ۵۰۰٫۰۰۰ نسخه در ایالات متحده به نشان فروش طلا دست یافت. همچنین نامزد جایزه گرمی برای بهترین جنگ رپ در سی و هشتمین دوره جوایز سالانه گرمی شد.

## فهرست آهنگ ها
همهٔ ترانه‌ها توسط همه ترانه توسط اسکی-لو نوشته شده‌است.
| شماره      | نام                                   | مدت   |
| ---------- | ------------------------------------- | ----- |
| ۱.         | «Superman»                            | ۴:۱۱  |
| ۲.         | «ایکاش (ترانه اسکی-لو)»               | ۴:۱۰  |
| ۳.         | «Never Crossed My Mind»               | ۴:۰۲  |
| ۴.         | «Top of the Stairs»                   | ۴:۳۲  |
| ۵.         | «Come Back to Me»                     | ۳:۲۷  |
| ۶.         | «Waitin' for You»                     | ۳:۲۷  |
| ۷.         | «Holdin' On»                          | ۳:۱۴  |
| ۸.         | «You Ain't Down»                      | ۳:۴۹  |
| ۹.         | «Crenshaw» (featuring Funke Trend)    | ۳:۵۴  |
| ۱۰.        | «This Is How It Sounds»               | ۳:۲۴  |
| ۱۱.        | «The Burger Song»                     | ۳:۳۵  |
| ۱۲.        | «ایکاش (ترانه اسکی-لو)» (استریت میکس) | ۴:۴۲  |
| مجموع مدت: | مجموع مدت:                            | ۴۶:۲۶ |

## پرسنل
- اسکی-لو  – هنرمند اصلی، برنامه نویس، تهیه کننده، تنظیم کننده
- فانکی ترند – رپکن (تراک 9)
- دانیل لامِت – خواننده پشتیبان
- کیمبرلی پولارد – بک آواز
- فیلیس راندتری – بک آواز
- مایکل آندروود – باس، گیتار، کیبورد، سینت سایزر
- تاد تریسی – باس، گیتار، دستیار مهندسی
- راد جونز – باس، گیتار، دستیار برنامه نویسی
- آندره استوری – بیس، گیتار
- کریگ شارمات – باس، گیتار
- آموس دلون – کیبورد، سینت سایزر، ساکسیفون
- کنی بی. – کیبورد، سینت سایزر
- هیزی - دی جی
- اسکی-لو – دستیار برنامه نویسی، مدیریت
- والتر کاندور کان – تهیه کننده، مهندسی، میکس
- کالین ساورز - دستیار مهندسی
- اسوین هولو کمب - دستیار مهندسی
- آرنی آکوستا – مسترینگ
- داگ هاورتی – کارگردانی هنری
- جی-ام کورالس – کارگردانی هنری
- کامند ای استودیو اینک. – طراحی
- جانی بوزریو – عکاسی

## گواهینامه ها
| منطقه                                                              | گواهی | واحد گواهی‌شده/فروش |
| ------------------------------------------------------------------ | ----- | ------------------ |
| ایالات متحده (آرآی‌ای‌ای)                                            | Gold  | ۵۰۰٬۰۰۰^           |
| * رقم فروش تنها بر پایهٔ گواهی‌ها. ^ رقم توزیع تنها بر پایهٔ گواهی‌ها. |       |                    |

## لینک های خارجی
- Skee-Lo – I Wish در دیسکاگز (فهرست انتشارها)